# Baile Chláir
Baile Chláir (englisch Claregalway) ist ein Ort und ländlicher Parish im County Galway im Westen der Republik Irland.
Da  der Ort in einer Gaeltacht-Region liegt, ist Baile Chláir der einzige offizielle Name (in den anderen Teilen des Landes sind der irische und der englische Name gleichberechtigt).
Baile Chláir (Claregalway) entstand als eine mittelalterliche Gründung am River Clare. Der Ort liegt 10 km nordöstlich von Galway an der Einmündung der Nationalstraße N18 von Limerick City in die N17 von Galway über das 23 km entfernte Tuam in Richtung Sligo. Diese Situation konfrontierte den Ort mit chronischen Verkehrsstaus. Seitdem die Autobahn M17 2017 fertiggestellt wurde, hat sich die Situation verbessert.
Die Einwohnerzahl von Claregalway wurde bei der Volkszählung 2022 mit 1632 Personen ermittelt.
Im Ort befinden sich die Überreste des Klosters Claregalway, das seit der Mitte des 13. Jahrhunderts bis etwa 1570 von Franziskanern betrieben wurde.